# Israel Wangel
Israel Wangel, född 18 augusti 1669 i Å församling, Östergötlands län, död 6 februari 1736 i Å församling, Östergötlands län, var en svensk präst.

## Biografi
Israel Wangel föddes 1669 i Å församling. Han var son till kyrkoherden Laurentius Wangel och Christina Sveiraeus i Mogata församling. Wangel studerade i Linköping och blev 5 maj 1688 student vid Uppsala universitet. Han blev 1696 kollega vid Vadstena trivialskola och 1704 vid Norrköpings trivialskola. Wangel blev 1707 hospitalspredikant i Norrköping. Han prästvigdes 31 januari 1712 och blev 1714 kyrkoherde i Å församling. Wangel avled 1736 i Å församling.

### Familj
Wangel gifte sig första gången 1699 med Margareta Mört (1682–1719). Hon var dotter till pastorn Peder Mört och Anna Elisabeth Aschanius i Vadstena krigsmanshusförsamling, Vadstena. De fick tillsammans barnen Lars Wangel (1700–1701), Petrus Wangel (1702–1702), Petrus Wangel (född 1703), Lars Wangel (född 1706), Anna Christina Wangel som var gift med komministern M. Seulerus i Stora Åby församling, Catharina Elisabeth Wangel (1710–1799) som var gift med överstelöjtnanten Gustaf Wästfelt vid Kronobergs regemente, Greta Sophia Wangel (död 1716) och inspektorn Isac Wangel (född 1717) vid rasphuset och spinnhuset i Stockholm.
Wangel gifte sig andra gången 31 januari 1721 med Anna Retzelius (1658–1739). Hon var dotter till kyrkoherden Ericus Benedicti Retzius i Odensvi församling. Anna Retzelius var änka efter komministern A. Duvaerus i Västerviks församling, kyrkoherden Andreas Hellman i Ringarums församling och kyrkoherden N. Wigius i Östra Eds församling.